# Dirk Van der Cruysse
Dirk Van der Cruysse, né le 25 mars 1939 à Bruges et mort le 6 septembre 2021 à Brasschaat, est un historien belge.

## Parcours
Dirk Van der Cruysse est professeur émérite de littérature française à l'Université d'Anvers. Après avoir travaillé sur Saint-Simon, il porte son attention sur les princesses allemandes de la cour de France. À partir des années 1990, il étudie les récits de voyage en Asie au Grand Siècle : il donne des éditions de textes ainsi que des études générales portant sur le voyage ou sur des auteurs de récits.

## Distinctions
- Chevalier dans l'Ordre des Arts et des Lettres (France)
- Officier dans l'Ordre National du Mérite (France)
- Grand Officier dans l'Ordre de la Couronne (Belgique)
- Membre de la Koninklijke Vlaamse Academie van België voor Wetenschappen en Kunsten